# Kiryat-Anavim
Kiryat-Avanim (קרית ענבים) est un kibboutz installé sur 2000 dounamim de terres et situé non loin de Eïn-Hemed, sur la route menant à Jérusalem. Il dépend du conseil régional de Mateh Yehuda.
Les terres sur lesquelles il est créé sont achetées en 1913 à l'effendi de Abou-Gosh, grâce aux fonds recueillis par la société Hahsharat Hayishouv dirigée alors par Arthur Ruppin. Les pionniers installés à Kiryat-Anavim sont issus de la première vague d'aliyah. Ils sont rejoints par deux groupes d'immigrants originaires des villes d'Ukraine : Prylouky et Kamianets-Podilskyï. En 1920, les terres passent sous la tutelle du KKL.
L'unique jeune fille parmi les pionniers définit ainsi leur entreprise : "Nous devons fonder notre implantation comme centre culturel, nous voulons y mêler urbanisme et nature. Kiryat-Anavim ne peut subsister si nous restons isolés, nous devons donc pour cela nous unir, en alliant vie de travail et activité spirituelle. Nous sommes venus sur la Terre d'Israël non pour régresser culturellement, mais bien pour subvenir à nos besoins sous toutes leurs formes".
À l'issue de la Première Guerre mondiale arrivent en Palestine à bord du bateau Roslan, 637 émigrants partis d'Odessa. Parmi eux s'installent à Kiryat-Avanim les écrivains Yéhouda Lévitov, Avraham Lichtrov (rebaptisé Avraham Ben-Néria), Zita Golstein, Shalom Kaushansky et les frères Azria et Avraham Berker (rebaptisés Kariti). Après la troisième aliyah, le nombre de membres installés à Kiryat-Anavim atteint le chiffre de 200. Nombreux parmi eux iront participer à la fondation d'autres implantations du pays.
Les pionniers ont à faire face aux problèmes relatifs à l'approvisionnement en eau, qu'ils transportent alors à dos d'âne.
En 1921, Kiryat-Anavim creuse plusieurs tranchées de protection préventives qui lui permettront de résister lors des émeutes de 1929, durant lesquelles tomberont en contrepartie Houlda, Hartouv et Kfar-Ouria.
La forte mortalité infantile frappe en parallèle le kibboutz.
La conviction des membres du kibboutz à résister aux défis du lieu et le soutien actif d'Arthur Ruppin sauront décourager les propositions de diminution d'aides financières destinées à Kiryat-Anavim soulevées par les autorités sionistes.
Kiryat-Anavim développe ses activités agricoles dont la culture légumière, construit un poulailler et une étable et acquiert des ruches. En 1924, le kibboutz possède sa coopérative laitière. En 1940, Kiryat-Anavim ouvre une maison de repos pouvant accueillir jusqu'à 300 hôtes.
Durant la Guerre d'Indépendance, le kibboutz Kiryat-Avanim sert de base aux unités du Palmah.